# اهوماکی

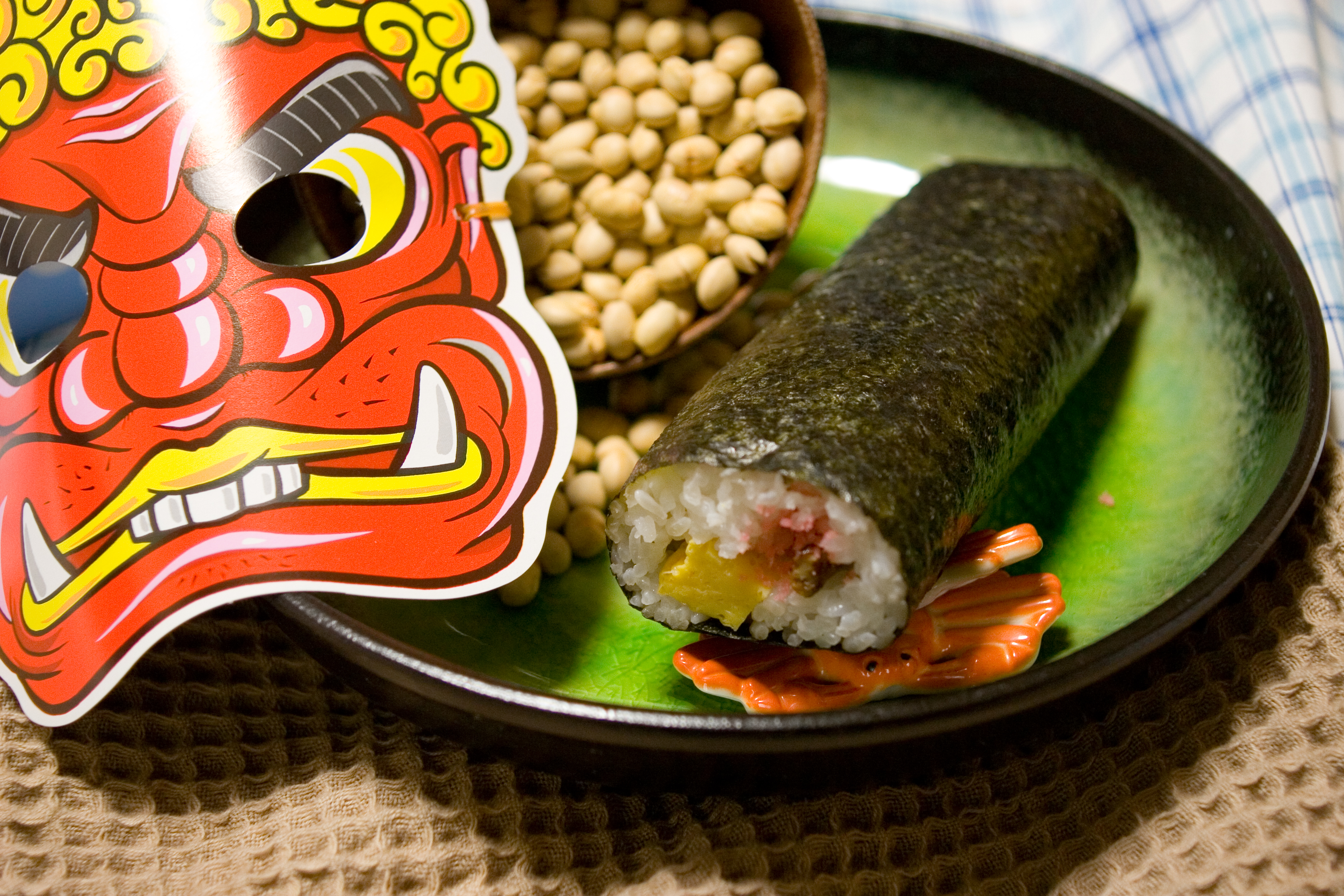
اهوماکی در کنار لوبیا، در مراسم ستسوبون

اِهُوماکی (به ژاپنی: (恵方巻) به نوعی سوشی از نوع ماکی‌زوشی گفته می‌شود که معمولاً جهت مراسم ستسوبون در روز سوم فوریه در کشور ژاپن تهیه می‌شود. برخی از مردم عقیده دارند که خوردن این نوع سوشی در این روز موجب خیر و خوشبختی خواهد شد.
معمولاً به نشانه هفت خدای بخت و اقبال مواد داخل این سوشی از هفت نوع ماده تشکیل می شود. هر چند که این عدد تثبیت شده نیست و این نوع سوشی با کمتر یا بیشتر از هفت نوع مواد نیز تهیه می شود.
مواد داخلی اهوماکی تشکیل شده است از:
- کانپیو خشک شده میوه کدو قلیانی
- خیار
- تاماگویاکی تخم‌مرغ
- اوناگی
- ساکورا تنبو یک نوع فراورده ماهی
- شیتاکه نوعی قارچ پخته شده
- تسوکه‌مونو نوعی ترشیجات